# Antonio Busca (schilder)

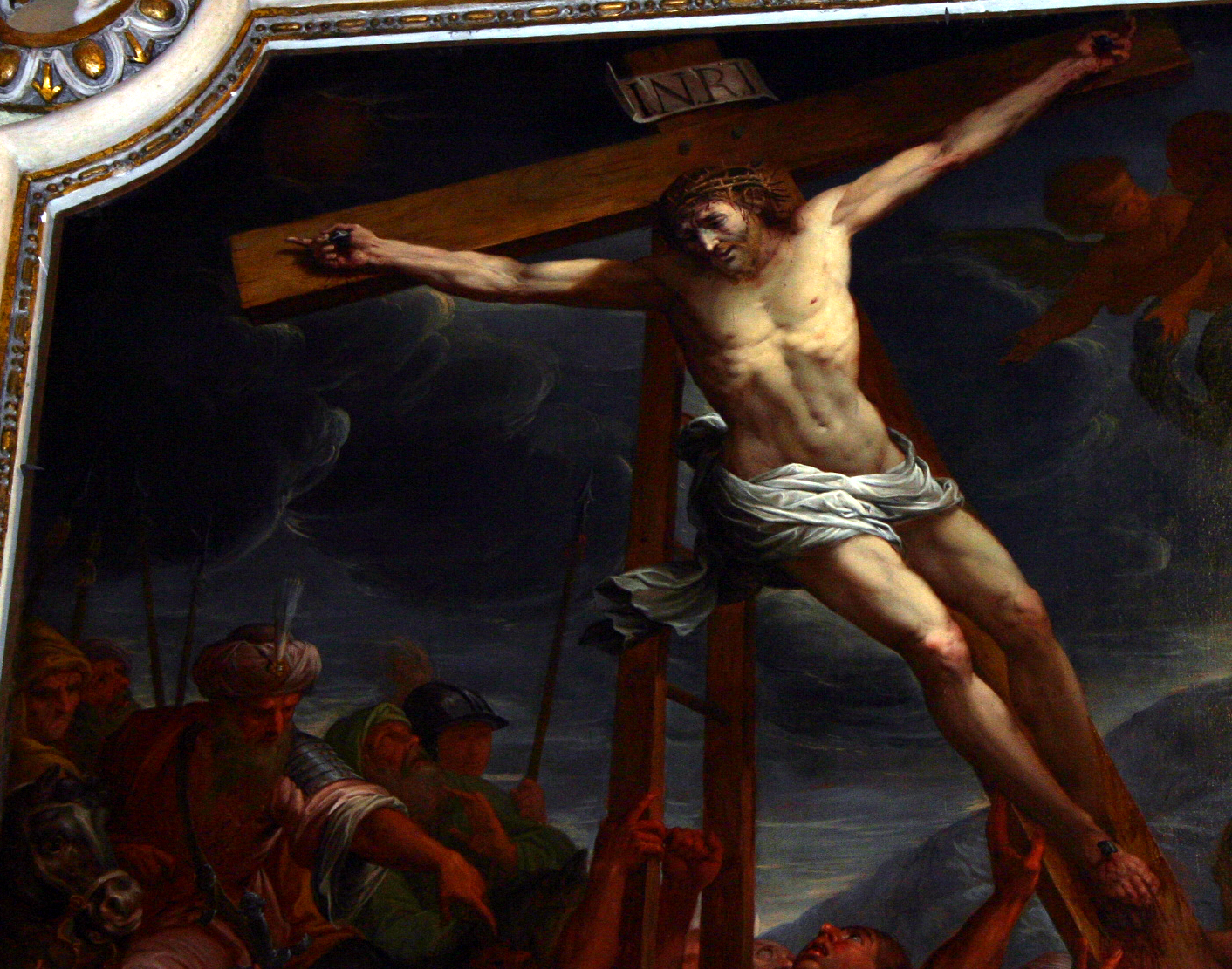
De Kruisiging, Antonio Busca, San Marco

Antonio Busca (Milaan, 1625 - aldaar, 1686) was een Italiaans schilder die actief was in de tijd van de barok.

## Biografie
Antonio Busca werkte jarenlang samen met Ercole Procaccini de Jongere, eerst in Milaan, later in Turijn. In Milaan was hij ook betrokken met het beschilderen van de Kapel van de Kruisiging van de San Marco-kerk.
Rond 1650 vertrok hij naar Rome om daar te gaan werken. Doordat hij al snel last kreeg van jicht kon hij geen prachtige stukken meer maken, hij viel vaak in herhaling in zijn werk uit die periode.